# Rîbace, Alușta
Rîbace (în ucraineană Рибаче) este un sat în comuna Maloricenske din orașul regional Alușta, Republica Autonomă Crimeea, Ucraina.

## Demografie
Componența lingvistică a localității Rîbace
     Rusă (84,92%)
     Tătară crimeeană (7,46%)
     Ucraineană (6,21%)
     Alte limbi (0,31%)
Conform recensământului din 2001, majoritatea populației localității Rîbace era vorbitoare de rusă (84,92%), existând în minoritate și vorbitori de tătară crimeeană (7,46%) și ucraineană (6,21%).